# Nalavibergs ekäng
Nalavibergs ekäng är ett naturreservat i Hallsbergs kommun i Örebro län.
Området är naturskyddat sedan 2000 och är 13 hektar stort. Reservatet består av lövskog med ek och ängsmark.